# Superhero Movie
Superhero Movie is een Amerikaanse komische film uit 2008 onder regie van Craig Mazin. Het is een satire op met name de superheldenfilm Spider-Man, waarin tevens verwezen wordt naar onder meer Superman, Batman, Fantastic Four en X-Men. Hoofdrollen worden vertolkt door Drake Bell, Sara Paxton, Christopher McDonald, en Leslie Nielsen.
De film kreeg voornamelijk negatieve kritieken.

## Verhaal
Rick Riker (Drake Bell) heeft geen vrienden op school en wordt door iedereen gezien als een nerd. Hij woont bij zijn tante Lucille (Marion Ross) en oom Albert (Leslie Nielsen). Zijn ouders zijn jaren geleden overleden bij een roofoveral. Hoewel Riker de overvallers versloeg, deed hij dit dusdanig onhandig dat zijn vader Blaine (Robert Hays) en moeder Julia (Nicole Sullivan) de rondvliegende brokstukken niet overleefden. De enige die door moet gaan voor Rikers vriend is Trey (Kevin Hart), die ondertussen wel probeert zich ten koste van hem een andere vriendengroep binnen te werken. Riker is niettemin tot over zijn oren verliefd op zijn buurmeisje en klasgenote Jill Johnson (Sara Paxton), maar deze is samen met de populaire Lance Landers (Ryan Hansen). Niettemin heeft ze een zwak voor hem.
Rikers leven verandert drastisch wanneer hij wordt gebeten door een genetisch gemanipuleerde libel. Hij ontwikkelt superkrachten en besluit onder aanmoediging van de mysterieuze professor Xavier, en nadat zijn oom bij een bankoverval wordt neergeschoten en in coma belandt, deze te gebruiken om de misdaad te bestrijden. Hij maakt een pak en kiest de naam The Dragonfly, waarna hij het opneemt tegen de vele misdadigers in de stad. Hij boekt succes, maar iedereen bespot hem om het feit dat hij ondanks zijn op een libel gebaseerde krachten niet kan vliegen.
Een van deze misdadigers is de kwaadaardige terminaal zieke wetenschapper Lou Landers (Christopher McDonald). Middels een mislukt experiment heeft deze de gave ontwikkeld om de levenskracht van andere mensen te ontnemen ten gunste van zichzelf. Voor iedere persoon die hij leegzuigt, heeft hij 24 uur langer te leven. Hij kan zichzelf niettemin onsterfelijk maken als het hem lukt om de levenskracht van meer dan 40.000 mensen tegelijk te absorberen. Hiervoor heeft hij een zeldzame stof nodig genaamd Cerellium en een speciale machine. Hij wordt de superschurk Hour Glass (zandloper) om dit Cerellium te stelen. Dit brengt hem in conflict met The Dragonfly.
Nadat Landers Rikers’ geheim ontdekt, valt hij zijn huis aan en doodt zijn tante. Riker denkt erover te stoppen met het superheld zijn, maar zijn oom (die weer uit zijn coma is ontwaakt) overtuigt hem toch door te zetten. Riker kan net op tijd Landers’ plan verhinderen en Landers sterft wanneer zijn machine wordt opgeblazen. Riker ontwikkelt nadien eindelijk vleugels en de gave om te vliegen.

## Rolverdeling
- Drake Bell - Rick Riker / Dragonfly
- Sara Paxton - Jill Johnson
- Christopher McDonald - Lou Landers/Hourglass
- Leslie Nielsen - Oom Albert
- Kevin Hart - Trey
- Marion Ross - Tante Lucille
- Ryan Hansen - Lance Landers
- Keith David - Hoofd van de politie
- Brent Spiner - Dokter Storm
- Robert Joy - Dokter Hawking
- Jeffrey Tambor - Dokter Whitby
- Robert Hays - Blaine Riker
- Nicole Sullivan - Julia Riker
- Sam Cohen - Jonge Rick Riker
- Tracy Morgan - Professor Xavier
- Regina Hall - Mevrouw Xavier
- Marisa Lauren - Storm
- Craig Bierko - Wolverine
- Simon Rex - Human Torch
- Dan Castellaneta - Carlson
- Pamela Anderson - Invisible Girl
- Miles Fisher - Tom Cruise
- Charlene Tilton - Jill's moeder

## Achtergrond

### Productie
De film had aanvankelijk uit moeten komen op 9 februari 2007, onder de titel Superhero! en onder regie van David Zucker. De productie liep echter vertraging op; deze begon pas op 17 september 2007. Zucker werd bovendien toegewezen aan de film als producer, en Craig Mazin kreeg de regie.
Volgens Zucker was de film net als zijn Scary Movie-reeks een parodie op een compleet filmgenre, maar bevatte de film wel een doorlopend verhaal en een vaste plot.

### Filmmuziek
Hoofdrolspeler Drake Bell componeerde samen met Michael Corcoran het lied Superhero! Song voor de film. Sara Paxton zong mee in het achtergrondkoor voor dit lied. Het lied is te horen tijdens de aftiteling van de film.
Sara Paxton zong ook het tweede lied van de film, I Need A Hero.

### Reacties
De film kreeg vooral negatieve reacties van critici. Op Rotten Tomatoes scoort de film 15% aan goede beoordelingen. Wel gaven veel critici toe deze film te verkiezen boven eerdere parodie-films van Zucker. Metacritic gaf de film een score van 33 op een schaal van 100.
De film bracht in het openingsweekend $9.510.297 op. In totaal bracht de film wereldwijd $71.166.622 op.

### Notities
- Michael Papajohn speelt de man die de overval met dodelijke afloop pleegt op Rikers ouders, een achtergrond die een sleutelrol speelt in de historie van Batman. Diezelfde Papajohn speelde in Spider-Man (2002) de dief die Peter Parkers oom Ben doodschoot en Parker daarmee deed besluiten superheld Spider-Man te worden.
- Behalve superheldenfilms drijft Superhero Movie ook de spot met Wikipedia, beroemdheden zoals Tom Cruise's Scientologyvideo en Stephen Hawking.[7].

## Prijzen en nominaties
In 2008 won Drake Bell voor zijn rol in Superhero Movie de Teen Choice Award in de categorie “Choice Movie Breakout Male”.